# Reserva Natural de Haavassoo
A Reserva Natural de Haavassoo é uma reserva natural localizada no Condado de Saare, na Estónia.
A área da reserva natural é de 401 hectares.
A área protegida foi fundada em 2006 com base na Área Protegida de Haavassoo (em estoniano:  Haavassoo hoiuala).